# Peak Marwich
Der Peak Marwich Football Club war ein Fußballverein im westafrikanischen Staat Gambia. Der Verein spielte in der zweithöchsten Liga im gambischen Fußball, in der GFA League Second Division. Der größte Erfolg des Vereins war die Teilnahme im Finale des Pokalwettbewerbs (GFA-Cup) 1991/92. Im Finalspiel gegen den Wallidan Banjul Football Club unterlagen sie jedoch.